# Cot Gud (Ingin Jaya)
Cot Gud is een bestuurslaag in het regentschap Aceh Besar van de provincie Atjeh, Indonesië. Cot Gud telt 91 inwoners (volkstelling 2010).